# Входящая в море
«Входя́щая в мо́ре» — советский цветной короткометражный художественный фильм-притча 1965 года. Дипломная работа режиссера Леонида Осыки, снятая на Киностудии имени А. Довженко.
Фильм представляет собой короткую поэтическую притчу начала человеческой жизни. Маленькая девочка оказывается на берегу моря, пока на пляже продолжается взрослая жизнь, быт, обыденность.

## Сюжет
Фильм начинается сценой многолюдного пляжа, куда приходит женщина с маленькой дочерью. Постепенно пляж становится безлюдным; в кадре поочерёдно появляются почти обнажённые или обнажённые женщина, девочка и мужчина.
На берегу появляется девушка, которая вымазывает лицо грязью. Женщина собирает на берегу ракушки и оказывается почти полностью ими засыпана; девочка кладёт ещё несколько ракушек ей на лицо. Затем девочка находит брошенный кранец, который начинает катиться за ней. Мужчина наблюдает за происходящим, заходит в море и исчезает.
Женщина уводит дочь, они купаются в море. Фильм завершается сценой, в которой девочка ходит по кругу на кранце.

## Создание
Леонид Осыка задумывал свою дипломную работу, «Входящую в море», как историю о познании мира ребенком, отпущенной матерью в «море жизни».
Лента стала первой в послевоенном украинском кинематографе, в которой была затронута тема телесности, включая обнажённое мужское и женское тело.
В 1968 году дипломная комиссия, ссылаясь на постановление Государственного комитета по кинематографии СССР «О работе с молодыми творческими кадрами на киностудиях республики», обвинила фильм «Входящая в море» в формализме и не зачла его в качестве дипломной работы.

## Участники съёмки

### В ролях
- Татьяна Малыш — девочка
- Антонина Лефтий — мать девочки
- Зоя Недбай — девушка на море
- Геннадий Юхтин — мужчина на море
- Петр Голтвянский — эпизод

### Съёмочная группа
- Режиссер — Леонид Осыка;
- Сценарист — Евгений Хринюк;
- Оператор — Михаил Беликов;
- Композитор — Владимир Губа;
- Художник — Олег Степаненко.

## Критика
Режиссёр Анна Авраменко описала фильм как «этюд» о главных персонажах, воплощающих подлинность, искренность, духовное спокойствие в противовес иллюзорности материального счастья, озабоченности. В этом фильм «Входящая в море» стал предвестником идеи «общества спектакля»